# Толстой, Яков Николаевич
Яков Николаевич Толстой (1791 — 14 [26] февраля 1867, Париж) — русский поэт-дилетант и театральный критик, председатель общества «Зелёная лампа» (1819—1820), член Союза благоденствия, впоследствии агент правительства Николая I во Франции (с чином тайного советника).

## Биография
Родился в семье осташковского помещика Николая Яковлевича Толстого († 1813). Детство провёл вместе с братьями Иваном и Николаем в имении Ельцы на берегу Селигера.
С 1803 года воспитывался в Пажеском корпусе. После двух лет службы в гвардии (1808—1810) вышел в отставку, принимал участие в Отечественной войне 1812 года и заграничных походах. Сражался под Кобрином, был награждён орденом Владимира 4 ст. с бантом. С 1817 года старший адъютант генерала А. А. Закревского, с 1821 — старший адъютант Главного штаба.
В 1823 году вышел в отставку по состоянию здоровья и уехал за границу. В предшествующие несколько лет увлёкся сочинительством, опубликовал сборник стихов «Моё праздное время», переводил для столичной сцены. В 1819 году юный Пушкин посвятил «одному из минутных друзей минутной младости» известные стансы:
Философ ранний, ты бежишь

Пиров и наслаждений жизни,

На игры младости глядишь

С молчаньем хладным укоризны.
После выступления декабристов на Сенатской площади был привлечён к следствию, но из страха перед наказанием возвращаться на родину из Франции отказался. Эмигрант поневоле, Толстой очутился в весьма стеснённых материальных обстоятельствах. Он освещал литературную жизнь России в парижских изданиях (Revue Encyclopédique и др.), при содействии П. А. Вяземского публиковался и в «Московском телеграфе».
Являлся членом Союза благоденствия и Северного общества, участником «Зелёной лампы», членом Северного общества. По результатам заочного расследования 13 июля 1826 года было высочайше повелено учредить за ним секретный надзор и ежемесячно доносить о поведении. После был уволен от службы.
Чтобы восстановить свою репутацию в глазах русского правительства, Яков Толстой издал в Париже восторженное описание подвигов Паскевича. Польщённый полководец вместе с князем Элимом Мещерским убедили Бенкендорфа пригласить изгнанника в Петербург, где незадолго до роковой дуэли он виделся с Пушкиным.
В последующие годы Толстой принял на себя миссию «защищения России» во французских журналах. Состоял на службе Министерства народного просвещения в качестве «корреспондента», регулярно получал повышение в чинах и содержание от Третьего отделения. Представлял в Петербург отчёты о состоянии дел во Франции, переписывался с П. Б. Козловским. Похоронен на кладбище Монмартр.

## Награды
- орден Св. Владимира 4-й степени с бантом (23.5.1813)